# Nippur IV
Nippur IV fue el nombre de un estudio de arte gráfico de Argentina, fundado a mediados de la década de 1970 por el guionista Robin Wood y los hermanos Villagrán (Ricardo, Enrique y Carlos). El estudio se dedicó a la creación de diversas historietas que se incluyeron en los álbumes de la editorial Columba como El Tony, D'artagnán y Fantasía entre otros.

## Historia
Los hermanos Ricardo, Enrique (quien a veces firmaba bajo el pseudónimo de Gómez Sierra) y Carlos Villagrán (Bill A. Grant) tenían un estudio de artes plásticas el cual había sido heredado por parte del suegro de Ricardo Villagrán. Posteriormente los artistas deciden mudarse a un nuevo estudio ubicado en la calle Soler y Gallo en el barrio de la Recoleta de Capital Federal, y allí se suma al equipo el guionista Robin Wood. Debido a que el personaje de Nippur de Lagash era uno de los más famosos en ese momento, los artistas deciden bautizar el estudio bajo en nombre de Nippur IV debiendo el motivo de dicho número a que sus miembros fundadores eran cuatro personas.
Por el estudio incursionaron gran cantidad de artistas nacionales e internacionales como González "el pollo" Andrada, Osvaldo Cataldo, Miguel Ángel Verón, Víctor Toppi, Pedrazzini, Ricardo Ferrari, Armando Fernández, los jóvenes Jorge Zaffino y  Rubén Meriggi quienes ingresaron al estudio con 16 y 17 años de edad respectivamente, y también artistas extranjeros como Chuck Dixon, Joe Kubert y Alan Grant entre otros. 
El estudio también contó con la colaboración de varias asistentes, que primeramente se desarrollaron como fondistas, entre ellas Patricia Sosa (fondista de la serie Los aventureros) quien no guardaba parentesco alguno con la homónima cantante, la periodista Gloria Guerrero quien posteriormente realizara trabajos para ediciones La Urraca y fuese secretaria de la redacción de la edición argentina de la revista Rolling Stone, y la artista Ana Von Rebeur quien era asistente de la fondista Sosa y que paralelamente desarrollaba una carrera de azafata encargándose luego de las traducciones al inglés de los cómics que se producían en el estudio para luego llevarlos a New York.
Después de dos años de actividad y con la partida de Robin Wood hacia California donde se estableció por algún tiempo, el estudio se mudó a Vicente López  y pasó a llamarse al igual que previamente a la incorporación de Wood, estudio Villagrán desempeñándose como escuela de arte al mismo tiempo que se continuaba con la creación de cómics. El estudio Villagrán contaría con la participación del artista Walter Alarcón quien ya formaba parte de la editorial Columba y también surgirían de allí otros talentosos artistas como Tomás Giorello y Danilo Guida.

## Cómics/Historietas del estudio
Parte de las creaciones que se desarrollaron en el estudio fueron, además de la continuidad de Nippur de Lagash y unitarios como "Muerte en el Pacífico" ilustrado por Carlos Villagrán; "Tarzán el hombre mono" de la película homónima de 1981 o las adaptaciones gráficas de "Abismo" de 1977 con Jaqueline Bisset y Nick Nolte ambos dibujados por Gómez Sierra o Star Wars episodio IV  con el arte de Ricardo Villagrán o "Dos cirios y una cerveza" de T. H. Flahiff  y Miguel Angel Verón  por citar algunas; las series Los Aventureros, que contó primeramente con los guiones de Wood y posteriormente los de Armando Fernández, ilustrada en su totalidad por Gómez Sierra; Mark de Wood y Ricardo Villagrán; Brigada Madeleine con dibujos de Miguel Angel Verón, Danske la amazona, de la dupla Wood y Gómez Sierra; Argón el justiciero, que además de contar con el trabajo de Carlos y Enrique Villagrán también funcionó como una escuela de dibujo por la que desfilaron diversos ilustradores, así como también Mojado, Los Amigos, Kayan y Or-Grund entre muchos otros.